# Roberto Pontremoli
Roberto Pontremoli (Milano, 5 giugno 1937) è un dirigente d'azienda e attivista italiano. Ha ricoperto importanti incarichi tra il 1972 e il 2000 come direttore generale, presidente e amministratore delegato di varie compagnie di assicurazione e riassicurazione. 

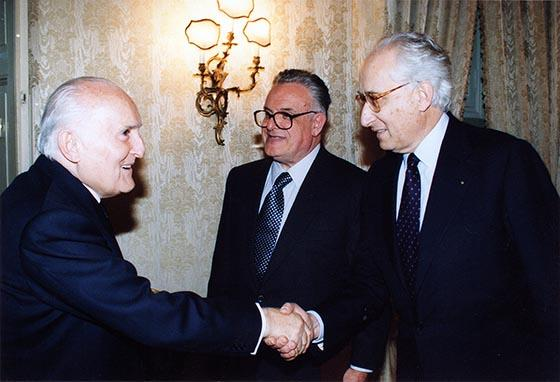
Roberto Pontremoli e Francesco Paolo Casavola vengono ricevuti dal Presidente della Repubblica Oscar Luigi Scalfaro al Quirinale

In particolare, tra il 1993 e il 1999 insieme a Giancarlo Giannini è stato amministratore delegato dell'Istituto Nazionale delle Assicurazioni (INA). Attualmente riveste la carica di presidente della sezione Lombardia, nonché consigliere dell'Associazione Internazionale di Diritto delle Assicurazioni (AIDA).

## Biografia
Roberto Pontremoli nasce da Mario Pontremoli e Maria Spangher (nata nel 1889 a Milano e morta a Milano) esponente di una famiglia di imprenditori di origine veneziana, il padre Cav. Giovanni Spangher (figlio di Johann Spangher) era un importante dirigente del Credito Italiano. Pontremoli è imparentato con il suo omonimo Roberto Pontremoli. Nel 1943 a causa dell'imminente guerra si trasferisce con la famiglia in Svizzera ove risiedeva già il padre per motivi lavorativi. Nel 1946 alla fine del conflitto ritorna a Milano.
Laureatosi in giurisprudenza con una tesi su "La responsabilità civile per danni da reattore nucleare nel diritto internazionale e nel diritto comparato", con Cesare Grassetti come relatore,  lavora in uno studio di avvocati per poi entrare presso la società RAS nel maggio del 1960. Nel 1972 a 35 anni diventa amministratore delegato delle società Padana Assicurazioni e Agip assicurazioni Spa appartenenti al gruppo ENI. Nel 1973 convince i vertici dell'ENI ad entrare nella Società mutualistica Oil Insurance Ltd. con sede in Bermuda dove rappresenta gli interessi del gruppo nel Consiglio d'Amministrazione.
Nel 1977 Pontremoli lascia ENI per entrare nell'assicurazione S.A.I. a Torino in qualità di direttore generale, per poi assumere nel 1979 l'incarico di direttore generale della società assicuratrice La Fondiaria. Nel 1981 passa dalla Fondiaria alla società La previdente Spa in qualità di amministratore delegato. Durante il suo incarico alla Previdente aumentarono notevolmente gli incassi (del 22%) con la conseguente quotazione in borsa. Nel 1991 lascia "La Previdente" per assumere per un anno l'incarico di presidente della società Fenice Riassicurazione Spa. Nel 1992 viene nominato commissario straordinario della società di assicurazioni MAA dall'ente di vigilanza assicurativa ISVAP su indicazione del Ministro dell'Industria Paolo Savona, con l'incarico di salvare l'azienda dal fallimento. Una volta risanata la società la SAI rilevò il principale ramo d’azienda ristrutturato, con il conseguente cambio dei vertici. All'inizio del 1993 viene nominato presidente della società Nikols Aon, società di brokeraggio. Quindi a novembre del 1993 accetta dal Ministro del Tesoro Lamberto Dini le nomine ad Amministratore Delegato dell’Istituto Nazionale delle Assicurazioni (I.N.A.), che stava per essere privatizzato, e di Amministratore Delegato di Assitalia S.p.A. Dopo aver liquidato alcune attività costose ed inutili promuove lo sviluppo delle relazioni internazionali ed opera nei Consigli delle Società partecipate in Italia, Francia (lavorando con Claude Bébéar, fondatore di Axa e con Antoine Jeancourt-Galignani di AGF), Spagna, Russia e Germania liberando il gruppo da alcune partecipate con risultati ritenuti inadeguati. Nel 1999 la cessione della società INA alle Assicurazioni Generali e la conseguente avvenuta privatizzazione dell'Istituto comporta un cambio dell'esecutivo.
Nel 1998 viene nominato consigliere delegato e vicepresidente dell'Istituto Treccani. In tale veste conosce la senatrice Rita Levi Montalcini, presidente dell'istituto, a cui succederà l'anno seguente il giurista ed ex Presidente della Corte Costituzionale Francesco Paolo Casavola. Condivide la carica di vice-presidente insieme al filosofo Vincenzo Cappelletti fino all'anno 2000.
Nell'ottobre 1999, viene nominato, unitamente ad Enrico d'Onofrio, amministratore delegato del gruppo Il Duomo Spa, compagnia di assicurazioni e riassicurazioni, e presidente del consiglio di amministrazione della MAECI assicurazioni e riassicurazioni. Conclude il suo incarico portando alla quotazione in borsa dell'intero gruppo.
Nel 2002 viene nominato presidente della società finanziaria Macros Risk Management. Dal 2003 è presidente della sezione Lombardia della società AIDA, succedendo all'amico Giorgio Sacerdoti, organizzando in questo ruolo convegni sulla digitalizzazione delle società bancarie e assicurative. Dal 2006 è consigliere delegato della società Ergo Assicurazioni Spa. Dal 2014 collabora con PRB S.r.l per cercare di attuare il processo di digitalizzazione dei processi organizzativi delle aziende di assicurazione. Concentra gli studi degli ultimi anni sugli effetti del cambiamento climatico e delle catastrofi ad esse associate sul sistema assicurativo in un'ottica di integrazione europea. Nel settembre 2023 partecipa assieme a Edoardo Charbon, professore ordinario dell'EPFL di Losanna, al progetto "Percorso della Speranza" organizzato dalla Fondazione Monte Verità per sensibilizzare ed approfondire il tema delle attività partigiane nel Locarnese. Nel 2023 assieme a Monica Amari è tra i soci fondatori del "Movimento per i diritti e i doveri culturali". A partire dal gennaio 2023 concentra gli studi della sezione lombarda dell'AIDA sul tema LTC (Long Term Care), sostenendo in particolare la necessità di istituire un modello di obbligatorietà assicurativa come accade in Germania.

## Opere principali
- Roberto Pontremoli, I danni ambientali, Milano, Giuffrè editore, 1989.
- Roberto Pontremoli, L'assicurazione e l'etica del business, Biblioteca IRSA, Giuffrè editore, 2004.
- (a cura di)Roberto Pontremoli, Solvency II, Università Bocconi Milano, Ed. Maggioli, 2016.
- Roberto Pontremoli, L'evoluzione del ruolo e la responsabilità del Consiglio d'Amministrazione nel governo dei rischi d'impresa, Quaderni di Assicurazione, Giuffrè editore, 2007.
- Roberto Pontremoli, Servizi Assicurativi e Servizi Finanziari Integrati Numero speciale della Rivista Diritto e Pratica nell’Assicurazione, Milano, Giuffrè editore, Analizza in vista del mercato unico Europeo (nel 1993) le condizioni competitive che il mercato assicurativo italiano dovrà affrontare. Commenti della Stampa : Corriere della Sera, Italia Oggi e Agenzia di Stampa A.D.S., 1989.
- Roberto Pontremoli, L’industria Assicurativa. Gli Standard IAS/IFRS, Milano, Franco Angeli Editore, 2006.
- Roberto Baglioni con prefazione di Roberto Pontremoli, L'assicurazione in Italia dal Medioevo ai giorni nostri, Milano, Publiass, 1996.
- Roberto Pontremoli, In ricordo del prof. Antonio Longo, un manager dell’assicurazione che ha anticipato il tempo presente, Milano, Publiass, 2019.